# Rally van Monza 2020
De Rally van Monza 2020, formeel ACI Rally Monza 2020, was de 1e editie van de rally van Monza en de zevende ronde van het wereldkampioenschap rally in 2020. Het was de 603e rally in het wereldkampioenschap rally die georganiseerd wordt door de Fédération Internationale de l'Automobile (FIA). De start en finish was in Monza.